# Amphoe Khuan Khanun
Amphoe Khuan Khanun (thailändisch อำเภอ ควนขนุน) ist ein  Landkreis (Amphoe – Verwaltungs-Distrikt) in der Provinz Phatthalung. Die Provinz Phatthalung liegt in der Südregion von Thailand, etwa 840 Kilometer südlich von Bangkok auf der Malaiischen Halbinsel.

## Geographie
Benachbarte Distrikte und Gebiete (von Süden im Uhrzeigersinn): die Amphoe Mueang Phatthalung, Srinagarindra, Si Banphot und Pa Phayom der Provinz Phatthalung, Amphoe Cha-uat der Provinz Nakhon Si Thammarat sowie Amphoe Ranot der Provinz Songkhla.
Die Phru-Khuan-Khi-Sian-Feuchtgebiete am Thale-Noi-See sind seit 1998 nach der Ramsar-Konvention geschützt, sie sind Teil des Schutzgebietes „Thale Noi Wildlife Non-Hunting Area“. Der Thale Noi ist der nördliche Teil des Songkhla-Sees, der von dem größeren Thale Luang durch einen 50 cm hohe natürliche Sandbank getrennt ist. Die beiden Wasserflächen sind durch einen etwa 2 km breiten Kanal verbunden. Der nur etwa 28 km² große Thale Noi ist dabei von einem 459 km² großen Sumpfgebiet umgeben.

## Geschichte
Der Landkreis Khuan Khanun wurde 1896 unter dem Namen Udon (อุดร) eingerichtet, die Verwaltung befand sich zuerst im Dorf 5 des Tambon Khuan Khanun, es wurde seitdem viermal verlegt: 1899 nach Ban Makok Tai, dabei wurde der Distrikt in Makok Tai (มะกอกใต้) umbenannt, 1903 dann in Pak Phra (ปากพระ).
1907 wurde sie nach Ban Thale Noi verlegt, der Distrikt bekam gleichzeitig den neuen Namen Thale Noi (ทะเลน้อย), später erneute Verlegung nach Ban Phanang Tungmit einer Umbenennung in Phanang Tung (พนางตุง). Schließlich befindet sich die Verwaltung seit 1923 in seiner heutigen Lage in Ban Khuan Khanun.

## Verwaltung
Provinzverwaltung
Amphoe Khuan Khanun ist in zwölf Unterbezirke (Tambon) eingeteilt, welche weiter in 124 Dorfgemeinschaften (Muban) unterteilt sind.
| Nr. | Name         | Thai      | Dörfer | Einw. |
| --- | ------------ | --------- | ------ | ----- |
| 01. | Khuan Khanun | ควนขนุน    | 09     | 8.371 |
| 02. | Thale Noi    | ทะเลน้อย   | 09     | 6.666 |
| 04. | Na Khayat    | นาขยาด    | 11     | 8.207 |
| 05. | Phanom Wang  | พนมวังก์    | 08     | 6.155 |
| 06. | Laem Tanot   | แหลมโตนด  | 07     | 4.868 |
| 08. | Pan Tae      | ปันแต      | 13     | 6.185 |
| 09. | Tanot Duan   | โตนดด้วน   | 11     | 6.100 |
| 10. | Don Sai      | ดอนทราย   | 11     | 5.553 |
| 11. | Makok Nuea   | มะกอกเหนือ | 09     | 7.341 |
| 12. | Phanang Tung | พนางตุง    | 13     | 9.963 |
| 13. | Chamuang     | ชะมวง     | 15     | 8.258 |
| 16. | Phraek Ha    | แพรกหา    | 08     | 5.785 |

Hinweis: die fehlenden Nummern (Geocodes) beziehen sich auf die Tambon, aus denen heute Pa Phayom besteht.
Lokalverwaltung
Es gibt zehn Kleinstädte (Thesaban Tambon) im Landkreis:
- Khuan Khanun (เทศบาลตำบลควนขนุน) besteht aus Teilen des Tambon Khuan Khanun.
- Makok Nuea (เทศบาลตำบลมะกอกเหนือ) besteht aus Teilen des Tambon Makok Nuea.
- Nong Pho (เทศบาลตำบลหนองพ้อ) besteht aus weiteren Teilen des Tambon Khuan Khanun.
- Na Khayat (เทศบาลตำบลนาขยาด) besteht aus dem ganzen Tambon Na Khayat.
- Ban Suan (เทศบาลตำบลบ้านสวน) besteht aus weiteren Teilen des Tambon Makok Nuea.
- Phanang Tung (เทศบาลตำบลพนางตุง) besteht aus dem ganzen Tambon Phanang Tung.
- Thale Noi (เทศบาลตำบลทะเลน้อย) besteht aus dem ganzen Tambon Thale Noi.
- Tanot Duan (เทศบาลตำบลโตนดด้วน) besteht aus dem ganzen Tambon Tanot Duan.
- Phraek Ha (เทศบาลตำบลแพรกหา) besteht aus dem ganzen Tambon Phraek Ha.
- Laem Tanot (เทศบาลตำบลแหลมโตนด) besteht aus dem ganzen Tambon Laem Tanot.

Außerdem gibt es vier „Tambon-Verwaltungsorganisationen“ (TAO, องค์การบริหารส่วนตำบล) für die Tambon im Landkreis, die zu keiner Stadt gehören.